# Megalepthyphantes lydiae
Megalepthyphantes lydiae är en spindelart som beskrevs av Jörg Wunderlich 1994. Megalepthyphantes lydiae ingår i släktet Megalepthyphantes och familjen täckvävarspindlar.
Artens utbredningsområde är Grekland. Inga underarter finns listade i Catalogue of Life.